# Anomiopus birai
Anomiopus birai là một loài bọ cánh cứng trong họ Bọ hung (Scarabaeidae).